# Cordilheira Cook
A cordilheira Cook (69° 24′ S, 158° 35′ L) é uma cordilheira na Antártida, orientada na direção nordeste-sudoeste, na sua maior parte coberta de gelo, que corre de forma paralela ao lado oeste da geleira Paternostro e se estende para a esquina sudoeste da baía de Davies.
Foi visitada primeiro em março de 1961 pelo grupo de levantamento transportado por ar da ANARE (Expedições de Pesquisa Antártica Nacional Australiana) conduzido por Phillip Law. Recebeu o nome do agrimensor David Cook da expedição da ANARE.